# William Adams Brown
William Adams Brown, född 1865 och död 1943, var en amerikansk teolog och präst inom presbyterianska kyrkan.
Han blev 1898 professor i systematisk teologi vid Theological union seminary i New York. Brown var en av Amerikas främsta teologer, särskilt inom de dogmatiska och socialetiska disciplinerna, och var verksam inom det kyrkliga interkonfessionella samförståndsarbetet. Han var ordförande i kommissionen för uppfostran och undervisning vid Ekumeniska mötet i Stockholm 1925. Av Browns talrika skrifter märks: The church in America (1922), där han på grund av erfarenheter som vunnits under kriget, utvecklade nya riktlinjer för samarbete mellan Amerikas protestantiska samfund.